# Laurel Hill (Floride)
Pour les articles homonymes, voir Laurel Hill.
Laurel Hill est une ville américaine située dans le comté d'Okaloosa en Floride.

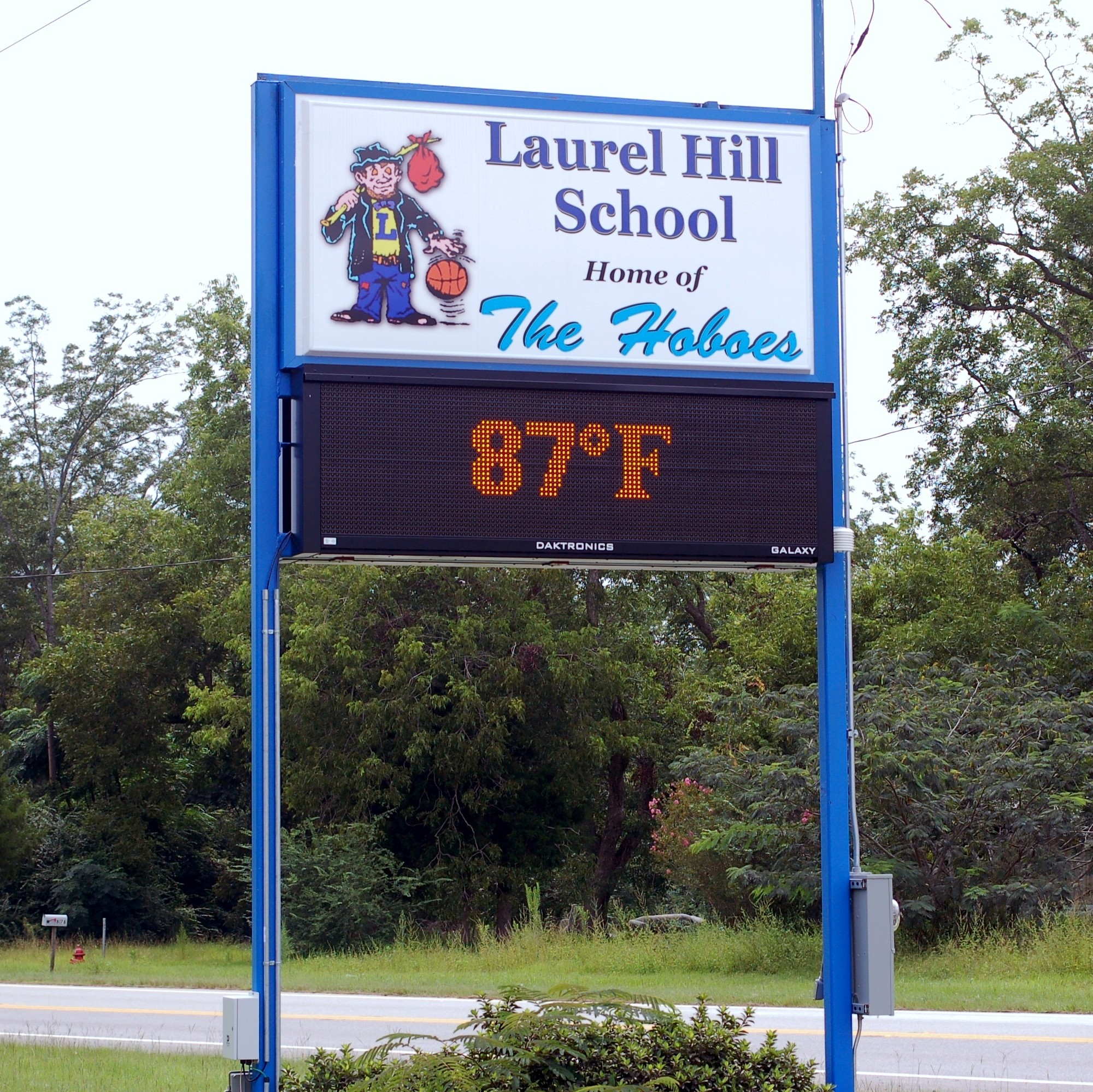
Panneau de l'école Laurel Hill

## Démographie
| 1910 | 1920 | 1930 | 1940 | 1950 | 1960 |
| ---- | ---- | ---- | ---- | ---- | ---- |
| 316  | 291  | 302  | 350  | 327  | 411  |

| 1970 | 1980 | 1990 | 2000 | 2010 | - |
| ---- | ---- | ---- | ---- | ---- | - |
| 418  | 610  | 543  | 549  | 537  | - |

Selon le recensement de 2010, Laurel Hill compte 537 habitants. La municipalité s'étend sur 3,19 milles carrés (8,26 km2), dont 3,15 milles carrés (8,16 km2) de terres.